# Pernilla Lindberg
Pernilla Lindberg , née le 13 juillet 1986 à Bollnäs, est une golfeuse professionnelle suédoise évoluant sur le LPGA Tour. Au cours de sa carrière, elle a notamment remporté un tournoi majeur : l'ANA Inspiration en 2018.